# 산타바르바라 (칠레)
산타바르바라(스페인어: Santa Bárbara)는 칠레 비오비오주 비오비오현에 위치한 도시로 면적은 1,254.9km2, 높이는 222m, 인구는 13,405명(2012년 기준), 인구 밀도는 11명/km2이다.